# Хальстен
Хальстен (древнеисл. Hallstein) — король Швеции, правивший во второй половине XI в. после смерти своего отца Стенкиля и других претендентов. 
На престол взошел, возможно, при помощи своего младшего брата Инге после смерти двух конкурентов за престол: Эрика VII (сына Стенкиля) швед. Erik Stenkilsson и Эрика VIII Язычника швед. Erik Hedningen. Источники называют Хальстена «кроткий и милостивый», а также отмечают его честность и прямоту в качестве судьи. Согласно работам Адама Бременского, правил недолгое время, был низложен около 1070 года и выгнан оппонентами (возможно соратниками Хаакона Рыжего). В это время на престол свеев вызвали претендента с другого берега Балтики - Анунда из Гардарики, который также не продержался долго на посту короля всё по той же причине: был выгнан советом (тингом) обратно за отказ приносить жертвы языческим богам. 
В 1079 году Хальстен вернулся на престол Гёталанда как соправитель своего младшего брата Инге I Старшего  . Оба они сильно укрепили христианство в этом регионе, чем порадовали папу римского. Сохранились даже письма папы римского к этим  соправителям. В письме папы Григория VII от 1081 года Хальстен и Инге оба названы королями Вестергётланда. Теория о том, что Хальстен и Инге были соправителями также подтверждается текстом Саги о Хервёр. Эти короли из-за своего обращения в христианство реально правили лишь Гёталандом, и не могли управлять другой половиной Швеции - Свеаландом, так как народ свеев постоянно выгонял их из своих земель при отказе выполнять основную церемониальную функцию короля: приносить жертвы языческим богам.
Сыновья Хальстена Филипп и Инге стали королями после смерти Инге I Старшего.